# Espiral de aromáticas

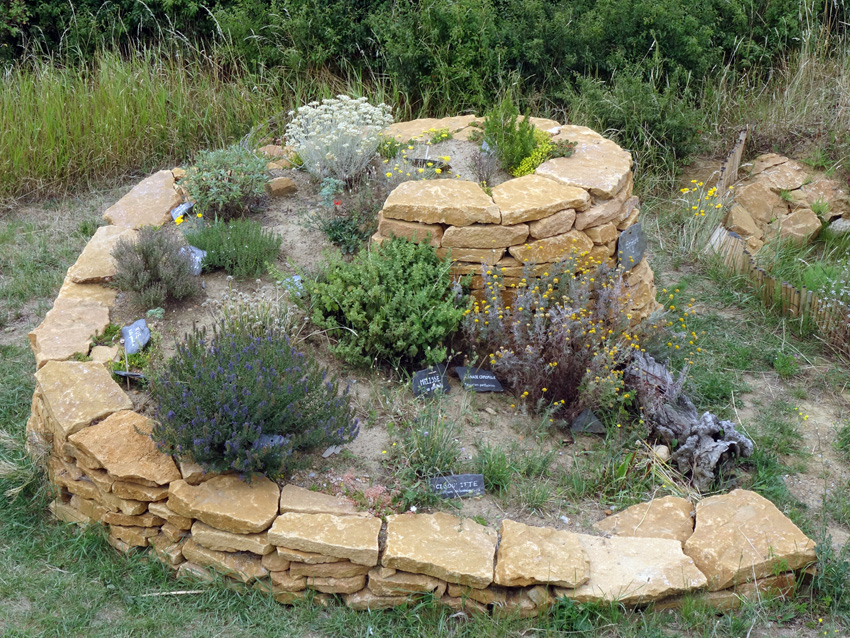
Espiral de aromáticas.

Esquema de una espiral de hierbas aromáticas.

Una espiral de aromáticas es un sistema de cultivo de hierbas aromáticas o culinarias en cama de cultivo en espiral. Este sistema fue creado por el padre de la permacultura Bill Mollison.

## Funcionamiento
Se crea una cama de cultivo en espiral formando un montículo donde la zona central sea más alta y la zona exterior más baja creando una pendiente que haga escurrir el agua. El montículo crea un efecto de borde que provoca intencionadamente un microclima en las zonas más sombreadas durante el año permitiendo que las hierbas que necesiten más o menos luz solar puedan coexistir en un espacio reducido. Del mismo modo, la pendiente creada en la espiral hace que se escurra el agua de la cima, de este modo las aromáticas que menos agua necesiten, como romero, orégano, eneldo o tomillo se sitúen en la cima y las que más en la parte más exterior que es la más baja. Con este sistema se hace posible tener las hierbas culinarias todas juntas en un mismo lugar ahorrando tiempo y energía para sus propietarios.
En la partes intermedias sería adecuado plantar salvia, manzanilla o estragón y en las bajas albahaca, perejil, cilantro, caléndula entre otros.